# بيتر كورتني
بيتر كورتني (بالإنجليزية: Peter Courtney)‏ هو سياسي أمريكي، ولد في 18 يونيو 1943 بفيلادلفيا في الولايات المتحدة. حزبياً، نشط في الحزب الديمقراطي. وقد انتخب عضو مجلس نواب أوريغون.